# Violette de Selkirk
Viola selkirkii
Espèce
Classification phylogénétique
La Violette de Selkirk (Viola selkirkii) est une espèce de plantes à fleurs de la famille des Violaceae poussant dans l'hémisphère nord avec une répartition circumboréale.